# Risoluzione 451 del Consiglio di sicurezza delle Nazioni Unite
La risoluzione 451 del Consiglio di sicurezza delle Nazioni Unite, adottata il 15 giugno 1979, ha preso atto di un rapporto del Segretario generale secondo cui, a causa delle circostanze esistenti, la presenza della Forza di mantenimento della pace delle Nazioni Unite a Cipro (UNFICYP) sarebbe continuata a essere essenziale per un pacifico insediamento.
Il consiglio ha espresso le sue preoccupazioni in merito ad azioni che avrebbero potuto aumentare le tensioni e ha chiesto al Segretario generale di riferire nuovamente entro il 30 novembre 1979 per seguire l'attuazione della risoluzione.
Il consiglio ha riaffermato le sue precedenti risoluzioni, inclusa la risoluzione 365 (1974), ha espresso la sua preoccupazione per la situazione, ha esortato le parti coinvolte a lavorare congiuntamente per la pace e ha esteso ancora una volta lo stazionamento della Forza a Cipro, stabilito nella risoluzione 186 (1964), fino al 15 dicembre 1979.
La risoluzione è stata adottata con 14 voti contrari; la Cina non ha partecipato al voto.